# Emelyanoviana mollicula
Emelyanoviana mollicula är en insektsart som först beskrevs av Karl Henrik Boheman 1845.  Emelyanoviana mollicula ingår i släktet Emelyanoviana och familjen dvärgstritar. Enligt den finländska rödlistan är arten nära hotad i Finland. Arten är reproducerande i Sverige. Artens livsmiljö är ruderatmarker, vägrenar och banvallar. Inga underarter finns listade i Catalogue of Life.